# Слатина (Лепосавић)
Слатина (познато и као  Ибарска Слатина) је насеље у општини Лепосавић на Косову и Метохији.
Површина катастарске општине Слатина, где је атар насеља, износи 782 ha. Припада месној заједници Сочаница. Село се налази 9 km јужно од Лепосавића, са десне стране Ибра. Већи део насеља лоциран је источно од асфалтног пута који води ка Косовској Митровици и Лепосавићу. По положају спада у групу долинских насеља. Подигнут је на ивицама њива, по благим пристранцима и мањим заравнима, а сеоска утрина је по странама брда и побрђа. Насеље је разбијеног типа, куће су лоциране у мањим групама, а у новије време, у испрекиданом низу поред магистралног пута Косовска Митровица – Рашка. Средња надморска висина села је 480м.
На месту данашњег села било је насеље још у античко доба, што потврђује нађен римски надгробни споменик са натписом. Први пут село се помиње око 1314. године. У турском попису 1455. године забележено је да у „Ислатини“ има 20 српских домаћинстава. У Слатини постоје остаци два црквишта, а недалеко од села рушевине посебног средњовековног и античког комплекса, који је у народу познат као „манастир Св. Јелене и цара Константина“. Остаци овог манастира данас су заштићени законом као споменик културе.

## Демографија
- попис становништва 1948: 298
- попис становништва 1953: 391
- попис становништва 1961: 400
- попис становништва 1971: 357
- попис становништва 1981: 370
- попис становништва 1991: 379

У селу 2004. године живи 395 становника. Данашње становништво чине родови: Радичевићи, Младеновићи, Јанковићи, Милановићи, Јовановићи, Настићи, Миљојковићи, Петронијевићи, Виторовићи, Васовићи, Стефановићи, Милићевић, Радосављевић, Антосијевић, Антонијевић, Радовановићи.